# Atsushi Yoneyama
Atsushi Yoneyama (米山 篤志 Yoneyama Atsushi?,  nacido el 20 de noviembre de 1976 en Utsunomiya, Tochigi) es un exfutbolista japonés que se desempeñaba como defensa.
En 2000, Yoneyama jugó para la selección de fútbol de Japón.

## Trayectoria

### Clubes
| Club              | País  | Año         |
| ----------------- | ----- | ----------- |
| Tokyo Verdy       | Japón | 1998 - 2005 |
| Kawasaki Frontale | Japón | 2006        |
| Nagoya Grampus    | Japón | 2007 - 2008 |
| Tochigi SC        | Japón | 2009 - 2010 |

### Selección nacional
| Selección | País  | Año  |
| --------- | ----- | ---- |
| Absoluta  | Japón | 2000 |

## Estadística de equipo nacional
| Selección de Japón | Selección de Japón | Selección de Japón |
| Año                | Part.              | Goles              |
| ------------------ | ------------------ | ------------------ |
| 2000               | 1                  | 0                  |
| Total              | 1                  | 0                  |

## Palmarés

### Títulos nacionales
| Título             | Club        | País  | Año  |
| ------------------ | ----------- | ----- | ---- |
| Copa del Emperador | Tokyo Verdy | Japón | 2004 |